# Osmanischer Lloyd
Der Osmanische Lloyd (französisch Lloyd Ottoman) war eine Tageszeitung, die von 1908 bis 1918 in Konstantinopel im Osmanischen Reich in deutscher und französischer Sprache (bis 1915) erschien.
Sie wurde vom Auswärtigen Amt und der Deutschen Botschaft Konstantinopel, sowie von wichtigen deutschen Industrieunternehmen und Banken finanziell maßgeblich unterstützt, um sich für deren wirtschaftliche und politische Ziele einzusetzen.

## Geschichte
Am 18. (oder 15.?) November 1908 erschien die erste Ausgabe der Zeitung in Konstantinopel (möglicherweise zuerst als Die Osmanische Post).
Ihr Hauptanliegen war es, die deutschen wirtschaftlichen und politischen Interessen im Osmanischen Reich zu befördern. Sie wurde deshalb maßgeblich vom Auswärtigen Amt, sowie von der Deutschen Bank, dem Bankhaus S. Bleichröder, der Deutschen Orientbank, Daimler, Siemens, der Friedrich Krupp AG und weiteren deutschen Unternehmen finanziell unterstützt, die auch am Bau der Bagdadbahn beteiligt waren. Ihr Grundkapital betrug 200.000 Mark. Diese Verbindungen sollten aber möglichst nicht sichtbar werden.
Ursprünglich war geplant, das Blatt in deutscher und osmanischer Sprache herauszugeben. Weil das osmanische Türkisch aber damals mit arabischen Schriftzeichen geschrieben wurde, wurde aus Kostengründen darauf verzichtet. Dafür gab es eine französischsprachigen Teil Lloyd Ottoman für das frankophone Bürgertum in der Levante.
Der Osmanische Lloyd berichtete über aktuelle Ereignisse im Osmanischen Reich und weiteren Ländern, mit vielen Wirtschafts- und Handelsnachrichten, außerdem besonders über und für die deutschsprachigen Leser in der Region.
Nach dem Beginn des Ersten Weltkriegs wurde die Zeitung stark von der Nachrichtenstelle für den Orient beeinflusst, einer Propagandaabteilung des deutschen Generalstabs. Da die Türkei sich in dieser Zeit politisch neutral verhielt, konnte sie zwar weiter erscheinen, sie wurde jedoch zweimal für einige Wochen verboten, nachdem sich britische Verantwortliche über zu feindselige Artikel bzw. Karikaturen beschwert hatten.
Die letzte Ausgabe des Osmanischen Lloyds erschien am 7. Oktober 1918, als sich nach dem Ende des Ersten Weltkriegs die Beziehungen zwischen der Türkei und dem Deutschen Reich wesentlich veränderten.

## Persönlichkeiten

### Chefredakteure
Die Zeitung weist während ihres Erscheinungsverlaufs auffällig viele Wechsel in der Schriftleitung auf, die zumeist auf verschiedene Auseinandersetzungen zwischen den Redakteuren und dem Auswärtigen Amt zurückgehen. Erster Chefredakteur war von 1908 bis 1914 E. Moritz Grunwald, der frühere stellvertretende Chefredakteur der Vossischen Zeitung.
- November 1908 bis März 1914: Moritz Grunwald (ehemaliger stellvertretender Chefredakteur der Vossischen Zeitung, verließ die Redaktion nach Auseinandersetzungen mit dem neuen Botschafter Freiherr Hans von Wangenheim)
- April 1914 bis Mitte November 1915: Karl Müller-Poyritz
- Mitte Nov. 1915 bis Mai 1916: Wilhelm Schwedler
- Juni 1916 bis August 1917: Max Übelhör (nach einer gerichtlichen Auseinandersetzung mit Friedrich Schrader abberufen)
- September 1917 bis September 1918: Dr. Peter Silbermann
- September bis 30. November 1918: Wilhelm Feldmann (Publizist, Auslandskorrespondent, Korrespondent des Berliner Tageblatts)

### Weitere Mitarbeiter (Auswahl)
Eine wesentliche Rolle bei der Gründung der Zeitung spielte der seit 1891 in Konstantinopel lebende und hervorragend vernetzte sozialdemokratische Orientalist, Kunsthistoriker und Journalist Friedrich Schrader.
- Friedrich Schrader (Kölnische Zeitung, Magdeburgische Zeitung, Vorwärts, Die Neue Zeit, Frankfurter Zeitung).
- Max Rudolf Kaufmann (Schweiz) (Frankfurter Zeitung, Neue Zürcher Zeitung) wurde nach dem Tode des deutschen Botschafters Marschall von Bieberstein 1912 entlassen und 1916 inhaftiert und aus der Türkei abgeschoben.[7][8] Von 1952 bis 1963 spielte er als Nahostreferent von Inter Nationes eine wichtige Rolle bei der Herstellung kultureller und wirtschaftlicher Beziehungen zwischen der jungen Bundesrepublik und der türkischen Republik. (u. a. Anwerbeabkommen türkischer Arbeitnehmer Oktober 1961).

- Paul Weitz, der neben seiner Tätigkeit für den Osmanischen Lloyd als Leiter des Büros der Frankfurter Zeitung in Konstantinopel fungierte. Weitz ist für seine schonungslosen internen Berichte an deutsche Regierungsstellen über den Völkermord an den Armeniern Anatoliens bekannt geworden. Aufgrund einer Selbstverpflichtung der deutschen Zeitungsverleger durften auch liberale Blätter wie die Frankfurter Zeitung über diese Themen nicht berichten, und schon gar nicht ein Blatt wie der vom Auswärtigen Amt mitfinanzierte Osmanische Lloyd.

## Zitate
„In ihrer Einstellung gegenüber ausländischen Journalisten empfand ich die Türken als ausnahmslos freundlich. Die jüdisch-deutschen Herausgeber von Zeitungen wie dem Osmanischen Lloyd oder dem Jeune Turc waren weniger höflich....... Als ‚Mr Greafs‘ or ‚Grafs‘ empfing ich selbst einige der Pfeile der nichttürkischen Mietlinge der Jungtürken, die die britischen Kritiker der Intrige, Reaktion – ein so allumfassendes Wort, wie es Bolschewismus und Faschismus geworden sind – Türkophobie und der Bestechlichkeit bezichtigten, und hartherzig deren eigene Namen eindeutschten.“

„Dr Schrader ist ein merkwürdiger Mensch, der uns vielleicht nützlich sein kann. Ich war gestern abend privatim bei ihm und will Ihnen einiges aus der Unterhaltung mit ihm mitteilen, weil er für unsere politischen Beziehungen von Wert ist. Dr. Schrader lebt seit 20 Jahren in Konstantinopel und war seit der Begründung des Osmanischen Lloyd der Leitartikler des Blattes. Er behauptet, dass die hiesige Botschaft und ebenso das deutsche Auswärtige Amt ziemlich antisemitisch seien und kein Verständnis für die Bedeutung der Juden im Orient für das Deutschtum hätten. Der frühere Botschafter Marschall von Bieberstein habe dieses Verständnis gehabt, der jetzige Botschafter von Wangenheim sei ein unbedeutender Mensch, mit dem auch die deutschen Kaufleute nicht zufrieden seien, weil er für ihre Interessen kein Verständnis habe. Die Botschaft habe schon mehrfach die judenfreundliche Haltung des „Osmanischen Lloyd“ kritisiert und er habe Unannehmlichkeiten gehabt, als er einmal eine lobende Besprechung über eine hier aufgetretene jiddische Theatertruppe gebracht habe. Dr. Schrader erklärt, weder hier noch in Berlin sei etwas von freundlicher Haltung für die Juden oder die Kolonisation in Palästina zu bemerken. Der Pressedezernent in Berlin, Geheimrat Hammann, und die hiesigen Botschaftsräte Graf Kanitz und Herr v. Mutius seien eher antisemitisch. Dr Schrader drückte sich mit grosser Schärfe aus, und wenn er auch vielleicht aus irgendwelchen persönlichen Gründen übertreibt (er ist nämlich sehr demokratisch und judenfreundlich, seine Frau ist eine als kleines Kind getaufte Spaniolin) so ist seine Meinungsäusserung doch sehr beachtenswert, da er gerade diese Frage bei seiner Stellung und seiner Erfahrung gut kennen muss. Ich werde mit ihm in Fühlung bleiben […]“

## Weitere deutschsprachige Zeitungen in der Türkei
In Konstantinopel gab es seit 1890 jeweils mindestens eine Zeitung, die die wirtschaftlichen Aktivitäten deutschsprachiger Kaufleute und Unternehmer in der Region besonders unterstützte, und die auch von Regierungsstellen und Unternehmen finanziell unterstützt wurde.
Dieses waren zuerst die Osmanische Post (1890–1896), und dann das Konstantinopler Handelsblatt (1896–1910). Danach gab es außerdem Die Neue Türkei (1909–1927), die besonders österreichische Interessen vertrat, sowie die Türkische Post (1926–1944).